# Telmatogeton minor
Telmatogeton minor är en tvåvingeart som först beskrevs av Jean-Jacques Kieffer 1914.  Telmatogeton minor ingår i släktet Telmatogeton och familjen fjädermyggor. Inga underarter finns listade i Catalogue of Life.